# Riet River (Vaal)
Der Riet River ist der letzte größere Nebenfluss des Vaal vor dessen Mündung in den südafrikanischen Provinzen Freistaat und Nordkap.

## Verlauf

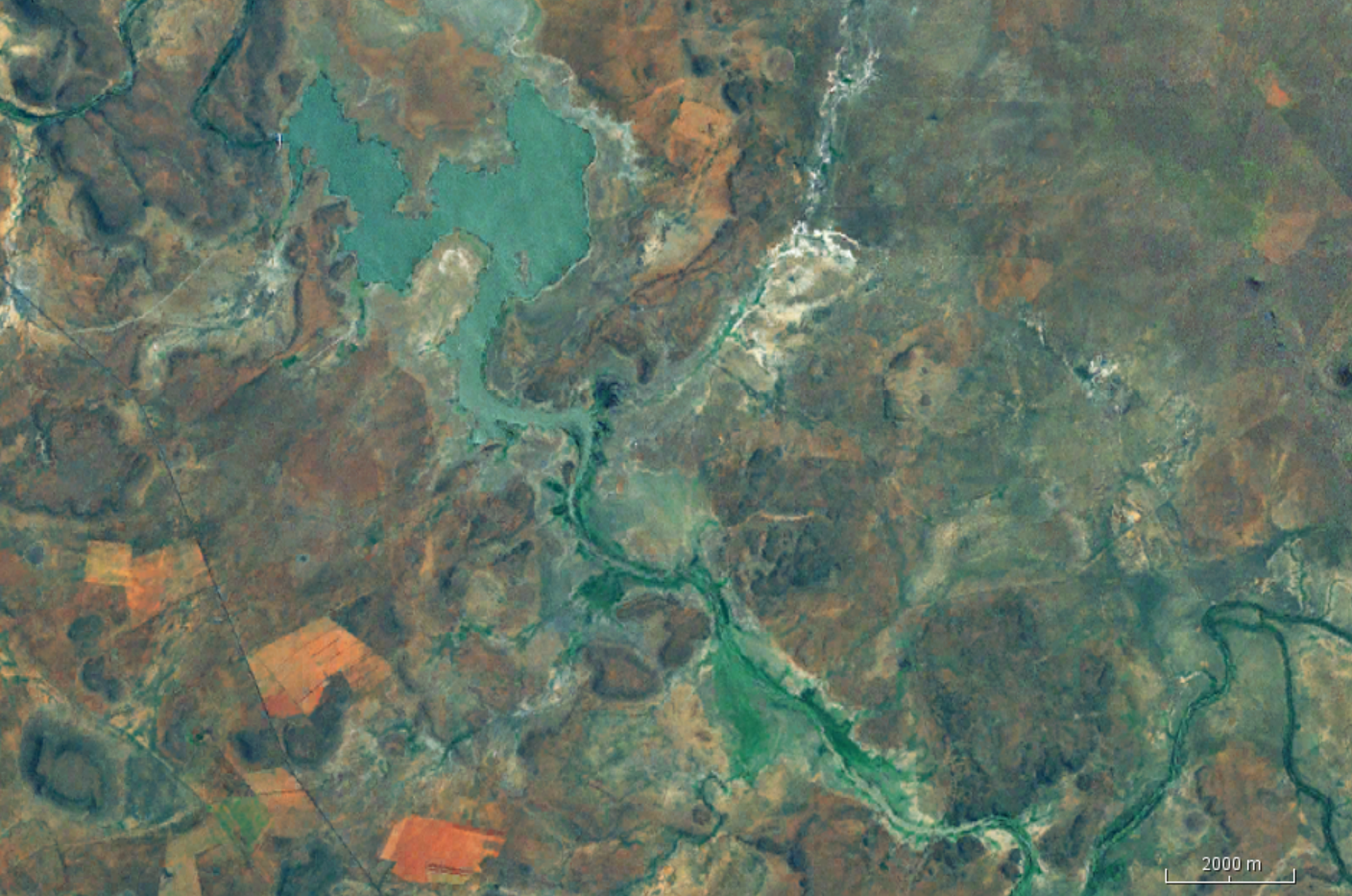
Satellitenfoto des Kalkfontein Dam

Der Fluss entspringt etwa 60 km westlich der Westspitze Lesothos und verläuft zuerst in nördliche und bald darauf in westliche Richtung. Etwa nach der Hälfte seines Weges durchfließt er den Kalkfontein Dam und ändert seinen Verlauf in nordwestlicher Richtung, ungefähr 100 km nördlich grob parallel zum Oranje. Unweit seiner Mündung nahe Douglas in den Vaal, nimmt der Riet seinen größten Nebenfluss, den Modder, von rechts auf.

## Hydrometrie
Die Abflussmenge des Riet River wurde am Pegel Klipdrift, beim größten Teil des Einzugsgebietes, über die Jahre 1989 bis 2021 in m³/s gemessen. Einen großen Teil des Juni Abflusses ist statistisch dem Hochwasser 2010 geschuldet. Ohne dieses läge der Durchschnittswert bei 5,5 m³/s.